# کونلزپوینت، نیوساوت ولز
کونلزپوینت (به انگلیسی: Connells Point) یک حومه شهر در استرالیا است که در نیو ساوت ولز واقع شده‌است.